# Novus ordo seclorum
Novus ordo seclorum (Tiếng Latinh nghĩa là "Trật tự thế giới mới" hay "Trật tự thời đại mới" phát âm tiếng Latinh: [ˈnovus ˈordo seˈklorum]) là khẩu hiệu thứ hai xuất hiện ở bên dưới (hay mặt sau) của Đại ấn Hoa Kỳ. (Phương châm đầu tiên là Annuit cœptis. Đại Ấn được thiết kế lần đầu tiên vào năm 1782 và được in ở mặt sau của tờ tiền một đô la Mỹ từ năm 1935. Cụm từ Novus ordo seclorum đôi khi bị dịch sai là "Trật tự thế giới mới" bởi những người tin vào thuyết âm mưu đằng sau thiết kế.

Mặt sau của Đại ấn Hoa Kỳ